# Стајлс (Пенсилванија)
Стајлс (енгл. Stiles) насељено је место без административног статуса у америчкој савезној држави Пенсилванија.

## Демографија
По попису из 2010. године број становника је 1.113.
| Група             | 2000.    | 2010.       |
| Белци             | 0 (0,0%) | 940 (84,5%) |
| Афроамериканци    | 0 (0,0%) | 35 (3,1%)   |
| Азијати           | 0 (0,0%) | 27 (2,4%)   |
| Хиспаноамериканци | 0 (0,0%) | 103 (9,3%)  |
| Укупно            | 0        | 1.113       |